# 紐約州第一國會選區
紐約州第一國會選區（英語：New York's 1st congressional district）是美国纽约州的國會選區，範圍包括蘇福克郡中部及東部，包括大部分的史密斯镇，以及布魯克哈芬、里弗黑德、南安普敦、東漢普頓和謝特島的城镇的整体。该地区包括极其富裕的地区，如汉普顿斯，中产阶级郊区城镇，如塞尔登、Centereach和Grove，工人阶级社区，如玛斯蒂克、雪莉和里弗海德，以及农村农业社区，如北福克的Mattituck和Jamesport。该地区目前的代表是共和党人李·澤爾丁。在2014年的选举中，泽尔丁击败了民主黨现任议员提姆·畢曉普。毕晓普自2003年以来一直代表该地区。近年来，该地区变得更加保守。在2016年的选举中，泽尔丁以15.6%的优势击败了民主党挑战者安娜-托内·霍尔斯特（Anna Throne-Holst），这是自1998年以来共和党取得的最大胜利。2018年，泽尔丁赢得第三次连任，以4.1%的优势险胜民主党挑战者佩里·格尔森（Perry Gershon）。
自2023年起本區聯邦眾議員為共和黨的尼克·拉洛塔。